# ميس بام بام
ميس بام بام (بالإنجليزية: Miss Bumbum) هي مسابقة برازيلية لأجمل أرداف في البلد. أسس المسابقة الصحفي ورائد الأعمال كاكاو أوليفر. وتتنافس على اللقب 27 فتاة يمثلن ولايات البلد، والفائزة تحصل على 50,000 ريال برازيلي ($22,000 تقريباً) وتصبح في الحال من المشاهير في البرازيل.
ودخلت مسابقة ميس بام بام إلى الولايات المتحدة بأصدار روزنامة لسنة 2017 في الأسواق في 1 كانون الأول 2016 واحتوت صور للفائزة باللقب إريكا كانيلا.

## الفائزات
| السنة | الفائزة            | مرجع                 |
| ----- | ------------------ | -------------------- |
| 2017  | روزي أوليفيرا      | [ 10 ]               |
| 2016  | إريكا كانيلا       | [ 11 ]               |
| 2015  | سوزي كورتيز        | [ 12 ]               |
| 2014  | إنديانارا كارفالهو | [ 13 ]               |
| 2013  | داي ماسيدو         | [ 14 ] [ 15 ]        |
| 2012  | كارين فيليزاردو    | [ 16 ] [ 17 ] [ 18 ] |
| 2011  | روزانا فيريرا      | [ 17 ] [ 19 ] [ 20 ] |